# Wiki-uitvraag
Wiki-uitvragen, wiki-enquêtes of wikisurveys zijn een op software gebaseerde enquêtemethode die vergelijkbaar is met de manier waarop wiki's zijn opgebouwd. Wikisurveys maken gebruik van crowdsourcing. Het zijn enquêtes waarbij de deelnemers zelf de stellingen bedenken die aan andere deelnemers voorgelegd worden. Degene die de wikisurvey start, stelt een open vraag die bepaalt over welk onderwerp de stellingen gaan. De eerste bekende implementatie van een wiki-uitvraag vond plaats in 2010. Sindsdien worden wiki-surveys gebruikt voor verschillende doeleinden, zoals het mogelijk maken van deliberatieve democratie, het crowdsourcen van meningen van experts en het inventariseren van opvattingen over een onderwerp. Een bekend voorbeeld van een wiki-uitvraag vond plaats vanuit het Taiwanese overheidssysteem, waar burgers via de software Polis grootschalig konden deelnemen aan het wetgevingsproces.
Wiki-uitvragen leiden tot de groei van collectieve intelligentie doordat gebruikers zowel aan de enquête kunnen bijdragen als kunnen reageren. Ook kunnen deelnemers de resultaten van de enquête in realtime bekijken. Wiki-uitvragen zijn ook een hulpmiddel om consensus te bereiken onder grote groepen mensen. Het mening geven via een wiki-uitvraag verschilt van het reageren op (sociale) media doordat er in wiki-uitvragen gebruik wordt gemaakt van een algoritme die consensus probeert te maximaliseren door de volgorde van vragen voor elke deelnemer te bepalen. Ook wordt een visualisatie van het meningenveld laten zien om de mening van de meerderheid en minderheid beter te begrijpen.

## Implementaties

### "All Our Ideas"
All Our Ideas was de allereerste wiki-uitvraag. De nadruk ligt hierin op het rangschikken van de populariteit van elk 'item' dat gebruikers aan de enquête toevoegen. Bij elke vraag moet de deelnemer het beste van twee items rangschikken. Deelnemers kunnen op elk gewenst moment de rangschikking van de items bekijken, gesorteerd op hun score. De score voor een item is de geschatte waarschijnlijkheid dat dit item de voorkeur krijgt boven een ander willekeurig gekozen item. In die zin wordt het gezien als een 'paarsgewijs wiki-onderzoek'. De code voor All Our Ideas is open source.

### Polis
Polis (ook bekend als Pol.is) werd ontwikkeld in 2012. Polis richt zich erop om deelnemers in een 'meningenveld' te plaatsen, waar ze kunnen zien hoe hun stemgedrag zich verhoudt tot dat van andere deelnemers. Het meningenveld groepeert deelnemers in groepen met een vergelijkbare mening en is zo ontworpen dat de tirannie van de meerderheid wordt vermeden. Dit gebeurt door groepen met een klein aantal deelnemers op te nemen. De deelnemers krijgen eenvoudige vragen voorgelegd, zoals akkoord/oneens/geen mening, over stellingen die door andere deelnemers is ingediend. De code voor Polis is open source.

## Voorbeelden
- PlaNYC gebruikte All Our Ideas om ideeën te verzamelen over hoe het duurzaamheidsplan van New York tot stand kan worden gebracht.
- Audrey Tang gebruikte een door burgers geleid wetgevingsproces in Taiwan met behulp van Polis, om grote aantallen burgers in staat te stellen input te leveren over de wetgeving van Taiwan.
- De OESO heeft All Our Ideas gebruikt om ideeën van het publiek te verzamelen voordat ze bijeenkwamen voor een forum en een bijeenkomst over de vraag in welke vaardigheden het belangrijkst is om te investeren voor de 21e eeuw.
- March On, een uitloper van de Women's March Movement, gebruikte Polis om de meningen van mensen die de beweging wilden steunen te begrijpen.
- AARP gebruikte All Our Ideas om de zorgen van haar leden over het verkrijgen en gebruiken van big data over de gezondheid en het welzijn van mensen beter te begrijpen
- Bowling Green heeft Polis gebruikt om een virtuele grotegroepsbijeenkomst te organiseren voor haar inwoners, om haar gemeenschapsleiders beter te informeren over hoe de kwaliteit van het leven van haar inwoners kan worden verbeterd.
- Inwoners van Harrogate gebruiken Polis om kwesties in hun gemeenschap te bespreken, waarbij de resultaten openbaar worden gemaakt voor iedereen.

## Kenmerken
Wiki-enquêtes hebben de volgende drie definiërende kenmerken:

### Samenwerking
Bij Wiki-enquêtes kunnen deelnemers stellingen indienen en reageren op stellingen van andere deelnemers.

### Aanpassingsvermogen
Wiki-enquêtes worden zo ingericht dat ze de meest bruikbare informatie van de deelnemers verzamelen. Dit gebeurt door de volgorde van de vragen te veranderen op basis van het stemgedrag van eerdere deelnemers, om zo de consensus te maximaliseren. Bij het bepalen van de volgorde van vragen hecht men veel waarde aan het tonen van de opmerkingen waar het minst op is gestemd.

### Hebzucht
Hoewel hebzucht doorgaans een negatieve connotatie heeft, wordt het in wiki-enquêtes op een positieve manier gebruikt. Ze zijn 'hebzuchtig' omdat ze optimaal gebruikmaken van de informatie die deelnemers bereid zijn te verstrekken. Bij Wiki-enquêtes hoeven deelnemers geen vast aantal vragen te beantwoorden. Ze kunnen zo veel of zo weinig vragen beantwoorden als ze willen.

## Traditionele enquêtemethoden versus wiki-enquêtes

### Voordelen van wiki-enquêtes
Vragen in traditionele enquêtemethoden vallen in twee categorieën: open en gesloten vragen. Bij open vragen moet de deelnemer van de enquête een open antwoord geven, terwijl bij gesloten vragen een vaste reeks antwoorden wordt gegeven waaruit gekozen kan worden. Wiki-enquêtes zijn een tussenvorm van de twee, die in bepaalde situaties, waar traditionele enquêtemethoden tekortschieten, tot een inzichtelijke consensus kunnen leiden. Gesloten vragen zijn eenvoudig kwantitatief te analyseren, maar de beperkte opties waaruit u bij een bepaalde vraag kunt kiezen, kunnen voor vertekening zorgen. Open vragen zijn minder vatbaar voor vooringenomenheid, maar zijn lastiger kwantitatief op grote schaal te analyseren. Wiki-enquêtes bieden de mogelijkheid om open antwoorden te geven door middel van stellingen (ook wel 'items' genoemd) die door de gebruikers worden ingegeven. Hierbij worden machine learning-technieken gebruikt om de antwoorden op die vragen automatisch kwantitatief te analyseren.
Er wordt gedacht dat de ‘hebzucht’ die kenmerkend is voor wiki-enquêtes ook een voordeel is, omdat het het mogelijk maakt om meer gegevens per deelnemer te verzamelen. Gegevens uit de praktijk van wiki-enquêtes laten zien dat er een relatief klein aantal deelnemers is dat een relatief groot aantal vragen beantwoordt, vergeleken met de meeste deelnemers. Bij traditionele enquêtes is het deelnemers die meer informatie willen verstrekken dan vereist, doorgaans niet toegestaan dit te doen. Hierdoor lopen onderzoekers potentieel nuttige informatie mis.

### Nadelen van wiki-enquêtes
Traditionele enquêtemethoden zijn beter geschikt voor situaties waarin de maker(s) van de enquête consensus moet(en) bereiken over een specifieke vraag of reeks vragen. Wiki-enquêtes worden vooral gezien als een methode om te overleggen en consensus te bereiken over ideeën waar de maker(s) van de enquête niet zelf aan hebben gedacht. Er is nog te weinig onderzoek naar de mogelijke vooroordelen die wiki-enquêtes kunnen veroorzaken.